# Klas Lundström
Pour les articles homonymes, voir Lundström.
Klas Lundström (né le 19 février 1889 à Piteå et décédé le 26 mars 1951 à Nacka) est un athlète suédois spécialiste du fond. Affilié au IK Göta, il mesurait 1,80 m pour 72 kg

## Biographie

### Palmarès
| Date | Compétition           | Lieu      | Résultat | Épreuve          | Performance   |
| ---- | --------------------- | --------- | -------- | ---------------- | ------------- |
| 1912 | Jeux olympiques d'été | Stockholm | 13e      | Cross individuel | 48 min 45 s 4 |

### Records
| Épreuve      | Performance   | Lieu | Date |
| ------------ | ------------- | ---- | ---- |
| 5 000 mètres | 15 min 40 s 4 |      | 1912 |